# Rîbnița

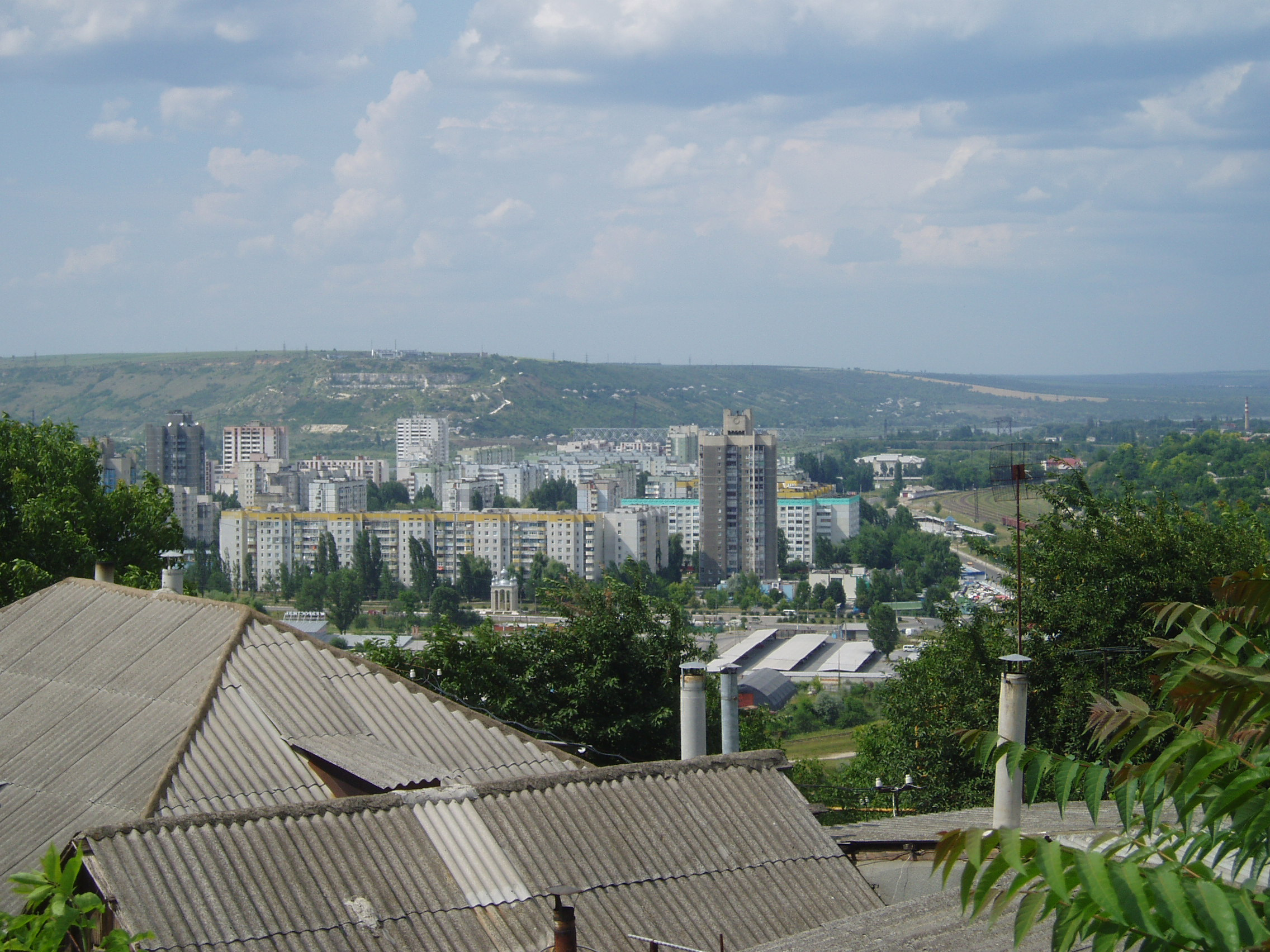
Die Stadt Rîbnița am Dnestr

Rîbnița (auch Râbnița; russisch Рыбница Rybniza; ukrainisch Рибниця Rybnyzja) ist eine Kreisstadt im Norden Transnistriens. Dank des 1984 von der Sowjetunion dort angesiedelten modernen Stahlwerks Moldova Steel Works stellt Rîbnița das wirtschaftliche Rückgrat Transnistriens dar.

## Geographie
Rîbnița liegt im Nordosten des Landes, am Ostufer des Dnister, gegenüber dem moldauischen Rajon Rezina. Südlich grenzt der Bezirk Dubăsari an, nördlich befindet sich die Stadt Camenca.

## Bevölkerung
Die Einwohnerzahl von Rîbnița beträgt rund 57.000 (2004). Nach der Gründung des Stahlwerks 1984 hat sich Rîbnița stark vergrößert.
Einwohnerentwicklung
- 1926: 09.400 (59,2 % Moldauer; 30,8 % Ukrainer; 10,0 % Juden)
- 1975: 39.900
- 1989: 61.400
- 1991: 62.900
- 1996: 61.800
- 2004: 56.988

## Geschichte
Rîbnița wurde erstmals 1628 als Siedlung am Ostufer des Dnister urkundlich erwähnt, damals war es ein Teil Podoliens und gehörte zum Königreich Polen. Bei der Zweiten Teilung Polens 1793 fiel die Stadt an Russland. Im Jahr 1938 erhielt Rîbnița die Stadtrechte. In der Nähe der Stadt liegt auch die Gemeinde Ofatinți, in der 1829 Anton Rubinstein geboren wurde. Während der Zeit der Sowjetunion gehörte die Stadt zur Moldauischen Sozialistischen Sowjetrepublik. Seit 1990 steht sie unter Kontrolle Transnistriens.

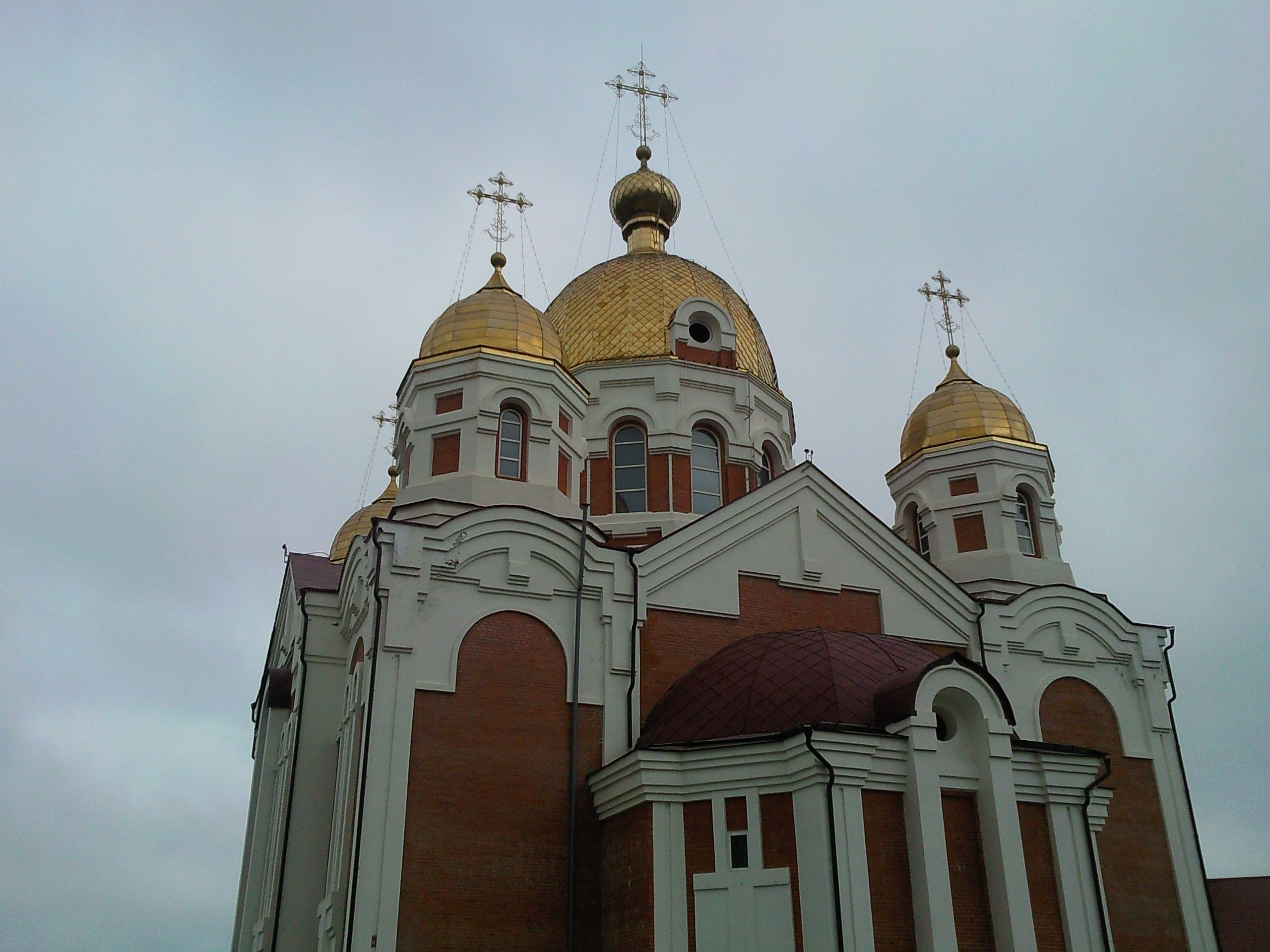
Erzengel-Michael-Kirche

## Wirtschaft
Die Stadt ist ein wichtiger Industriestandort, sie ist der Standort einer Zuckerfabrik, eines Stahlwerkes, eines Zementwerkes und einer Spirituosenfabrik. Rîbnița besitzt einen Flusshafen. Außerdem findet sich dort eine Niederlassung der Transnistrischen Staatlichen Universität Tiraspol.
Internationale Aufmerksamkeit erlangte die Stadt, weil einer Untersuchung der Internationalen Atomenergie-Organisation (IAEO) zufolge das Gebiet um Rîbnița eine erhöhte Radioaktivität aufweist. Man vermutet, dass dort verseuchtes Material aus Tschernobyl vergraben worden ist.

## Partnerstädte
- Dmitrow
- Hola Prystan
- Winnyzja

Darüber hinaus besteht auf kirchlicher Ebene eine Patenschaft mit Bergkirchen (Bad Oeynhausen).

## Söhne und Töchter der Stadt
- Sulamith Anbinder (1904–1977), sowjetische Bildhauerin
- Meir Argov (1905–1963), israelischer Politiker
- Olena Lukasch (* 1976), ukrainische Juristin und Politikerin
- Jewgeni Schewtschuk (* 1968), transnistrischer Politiker